# Jean-Baptiste Frédéric Desmarais
Jean-Baptiste Frédéric Desmarais (Paris, 1756 - Carrare, 1813) est un peintre néo-classique français.

## Biographie
Né à Paris, les premières années de ce peintre sont peu connues. Il entre dans l'atelier de Gabriel-François Doyen en 1781. Il est recalé deux fois au concours du Prix de Rome, mais finit par obtenir le grand prix en 1785, avec son tableau Horace tue sa sœur Camille, il bénéficie de la carence de lauréat en 1783 et obtient le prix en 1785, arrivé deuxième il est crédité premier mais en 1783, ce qui provoqua quelques jalousies. Il se trouve à Rome en 1786, son Berger Pâris sera son œuvre de réception en première année. Il effectuera ensuite la majeure partie de sa carrière en Italie, empêché de rentrer en France par la Révolution française. Il sera professeur à l’École des Beaux-Arts de Florence en 1793, puis de Lucques en 1805 où il aura quelques élèves reconnus. Nommé vice-président de l'Académie de dessin et de sculpture de Carrare en 1806, il aura comme élève le sculpteur Pietro Tenerani. Il meurt dans cette ville en 1813. On ne lui connait qu'une soixantaine d’œuvres attribuées, la plupart dans des musées italiens.

## Œuvres

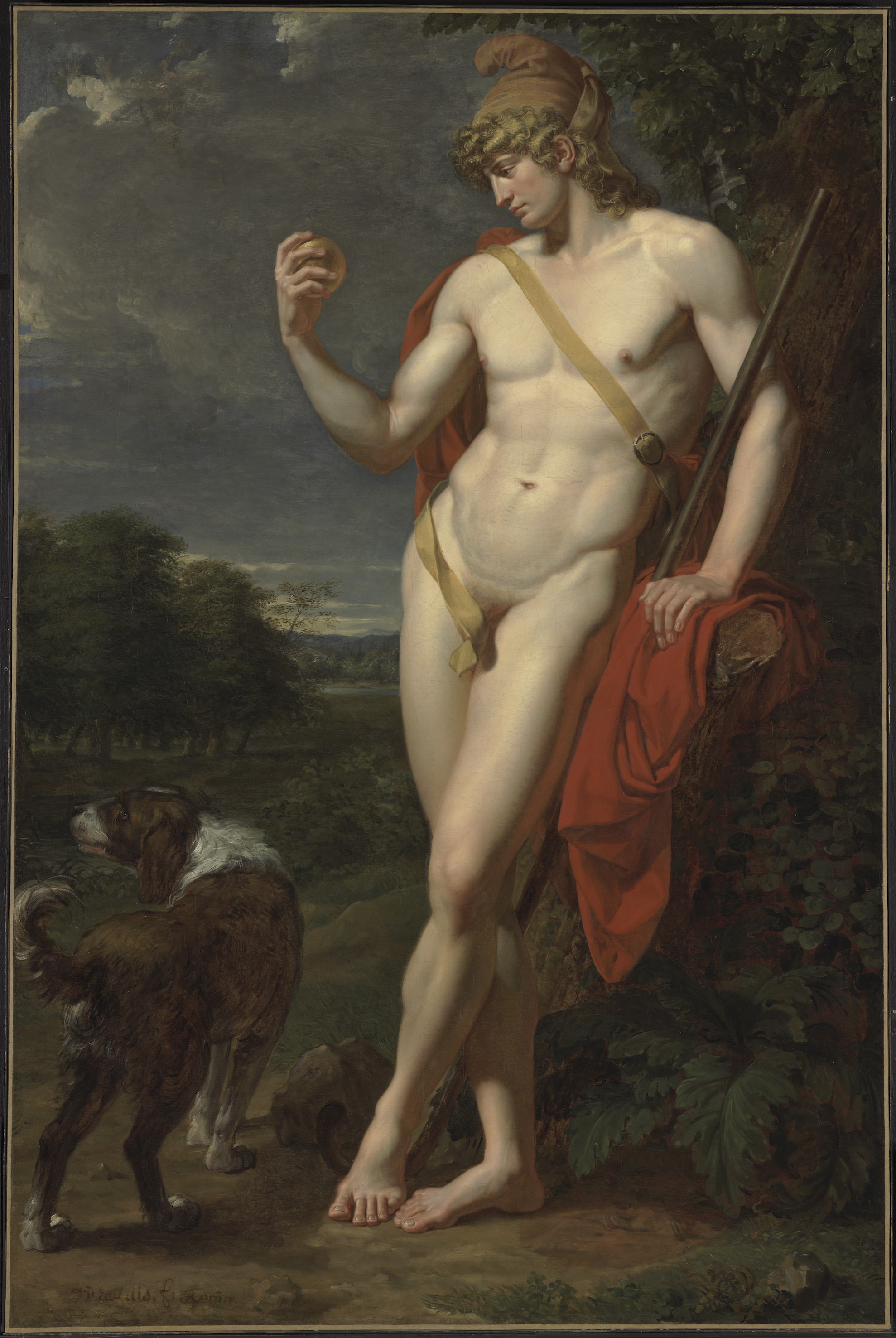
Le Berger Pâris, 1787

- Horace tue sa sœur Camille, 1785, École nationale supérieure des beaux-arts, Paris
- Le Berger Pâris, 1787, musée des Beaux-Arts du Canada, Ottawa
- La mort de Pindare, 1787, huile sur toile, 199 x 245 cm, Amiens, musée de Picardie
- Le Refus d'Achille, huile sur toile, collection privée[2]
- Le Départ d'Horace, 1792.
- Iphigénie implore Diane alors qu’Oreste est poursuivi par les Furies, vers 1800-1810, pierre noire et rehauts de craie blanche sur papier vergé, 38 x 55,5 cm, musée des Beaux-Arts d’Orléans[3].